# Ribić Breg
Ribić Breg – wieś w Chorwacji, w żupanii varażdińskiej, w mieście Ivanec. W 2011 roku liczyła 145 mieszkańców.